# Гянджа
Гянджа́ (азерб. Gəncə, до 1804 г. — Гянджа, в 1804—1918 гг. — Елисаветполь, Елизаветпо́ль, в 1918—1935 гг. — Ганджа, в 1935—1989 гг. — Кироваба́д) — город республиканского подчинения Азербайджана, третий по численности населения и второй по площади в стране.

## Топонимика
В средневековых арабских источниках город упоминается как Джанза, в армянских — Гандзак. Чтобы отличать этот город от одноимённого города в Атропатене, в средневековых армянских источниках его обозначали как Гандзак Армянский, Гандзак Аранский, Гандзак Алуанкский.
Согласно народной этимологии анонимного автора труда «Тарих Баб аль-Абваб», изложенного османским историком Мунажжимом Баши (XVII—XVIII вв.), основатель города Мухаммед ибн Халид дал городу название Джанза («клад, сокровище») из-за обнаруженного здесь клада. Однако название Ганджа или Ганза (перс. [ganǰ] گنجه‎ — «сокровище, сокровищница, клад») является персидским, что указывает на существование более древнего, доисламского города.
Первый компонент названия *ganj- является составной частью ряда армянских топонимов (Гандзак, Гандзасар, Гандзапарах). По мнению лингвиста Грача Мартиросяна, допускающего армянское происхождение топонима Гянджа, *ganj- обозначает «долина, ущелье, район» и связывается с арм. գանձ [ganj] — «внутренняя сторона, недра; зарытый клад», которое имеет неясное происхождение. Возможно, топоним имеет иранское происхождение (пехл. ganǰ, ср. иран. ganj — «сокровище»).
Название Елисаветполь, которое город носил в 1804—1918 годах, происходило от имени Елизаветы Алексеевны — супруги российского императора Александра I.
В 1935—1989 годах в память о Сергее Кирове город назывался Кировабад.

## История
В античности и средневековье в районе Гянджи находилась область Шакашен (Сакасена), составлявшая отдельное княжество в Армении и Кавказской Албании (после раздела Армении в 387 году), которым управлял армянский княжеский род Даштакаран.
Согласно средневековым арабским, персидским и армянским авторам, город Ганджа или Гандзак был основан в VII либо IX веке арабами. В письменных источниках Гянджа впервые упоминается в 836 (или 844) году. Первоначально город находился в 6,5 км к востоку от современного города.
В X веке стал главным городом Арана, заменив по значимости город Партав (совр. Барда). С 970-х гг. Гянджа была столицей государства Шеддадидов, построивших в 1063 здесь крепость. В 1075 город захвачен сельджуками, затем был столицей Государства Ильдегизидов и центром области Арран. В этот период здесь чеканилась собственная монета, город был центром производства шёлка, торговли и садоводства. Согласно средневековому армянскому автору Маттеосу Урхаеци, в это же время из Партава в Гандзак был перенесён патриарший престол Алуанкского католикосата Армянской Апостольской Церкви. Гандзак как столицу Арана упоминает в своём труде «Датастанагирк» армянский правовед и историк XII—XIII вв. Мхитар Гош.
В 1139 году город был разрушен землетрясением. В 1221 Гянджа откупилась от монголов, но в 1235, после восстания 1231, была ими разрушена.
В XVI—XVII вв. город являлся центром Карабахского беглярбекства в составе Сефевидского государства. В 1587—1606 годах был в составе Османской империи.
В 1606 году был взят иранским шахом Аббасом I и перенесён на новое место. В середине XVII века в Гяндже проживало около 40 тысяч человек. В 1725 году Гянджа вновь была захвачена Османской империей, а в 1734 её осадил и взял Надир-шах.
С 1747 до 1804 года город был известен как столица Гянджинского ханства.

### В составе Российской империи и АДР
После завоевания Российской империей Гянджинского ханства, Елизаветполь стал уездным городом Грузино-Имеретинской губернии, центром Елизаветпольского уезда (1840—1929), Елизаветпольской губернии (1867—1929), временная столица Азербайджанской Демократической Республики (1918) и Гянджинской области (1952—1953).

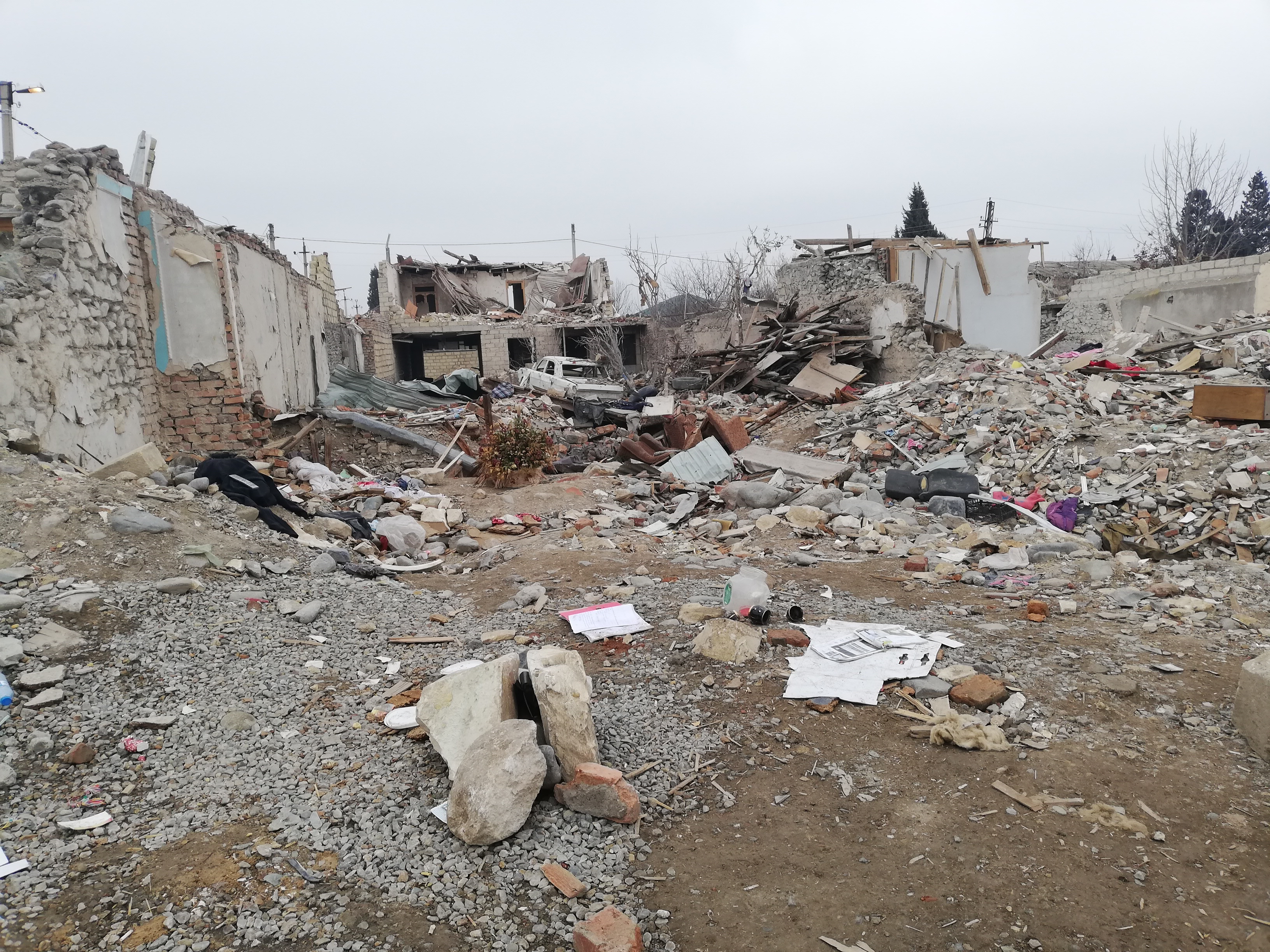
Квартал в Гяндже, разрушенный в результате армянских бомбардировок во время Второй Карабахской войны

Банковское дело появилось в Елизаветполе 3 января 1905 года. В этот день открылось Общество взаимного заимствования. 1 января 1910 года открылись две организации данного типа: Коммерческая организация «Елизаветпольское взаимное кредитование» и Агентство Тифлисского отделения Волжcrо-Камского коммерческого банка. 16 августа 1912 года открылось отделение Тифлисского коммерческого банка. Данные банки и банковские организации кредитовали разные отрасли сельского хозяйства от винного и водочного до хлопкового хозяйства и шёлкоткачества.
На 1914 год в Елизаветполе насчитывалось более 80 заводов с оборотом выше 180 тысяч рублей. Среди них 8 хлопковых заводов, 3 спирто-коньячных завода, 37 винодельческих предприятий, 23 завода по производству фруктовых соков, кирпичный завод, табачные фабрики.
В 1918 году с мая по сентябрь в Гяндже, в главном здании нынешнего АГАУ, находился парламент и правительство Азербайджанской Демократической Республики, первой демократической республики в исламском мире.

### Период Азербайджанской ССР
В ноябре 1988 года в ходе Карабахского конфликта прошли погромы армян в Кировабаде, в результате чего более 40 000 армян были вынуждены покинуть город.

### После 1991
С распадом Советского Союза и с началом Первой карабахской войны, Гянджа превратился в почти что фронтовой город. В 1994 году у армянской стороны были планы по отрезанию Гянджи от основной части Азербайджанской Республики. Эту операцию сейчас знают как Тертерская операция, но в итоге данная широкомасштабная операция не достигла цели и конфликт был «заморожен», обе стороны выдохлись и не могли уже организовывать наступления. В 2020 году началась Вторая карабахская война, в результате чего Гянджа опять стала целью армянской стороны, бомбардировки Гянджи из РСЗО «Смерч (РСЗО)» и ОТРК «Эльбрус» по жилым кварталам и торговым центрам города считаются в Азербайджане «террористическим актом и преступлением против человечности». Human Rights Watch считает применением неизбирательного оружия против мирного населения Гянджи, Тертера и Барды незаконным.

### Современный период
12 апреля 2024 года Гянджа объявлена спортивной столицей СНГ на 2025 год. В 2025 году в городе планируются III Игры стран СНГ.

## Административно-территориальное деление
До 2022 года город состоял из двух городских районов — Низаминского (153 000 жителей) и Кяпазского (182 500 жителей). В состав Кяпазского района входили посёлки: Аджикенд, Джавадхан, Мехсети, Натаван, Садыллы и Шихзаманлы.
С апреля 2022 года Кяпазский и Низаминский районы в составе города Гянджа были ликвидированы. Вместо территориального деления на районы, были учреждены муниципалитеты (азерб. bələdiyyələr) с выборной системой формирования, согласно европейским стандартам: Кяпазский муниципалитет, муниципалитет Аджикенского поселения (является анклавом внутри Гёйгёльского района), Низаминский муниципалитет города Гянджа.

## Население
В 1892 году население города Елизаветполя составляло 25 758 чел., из которых 13 392 — азербайджанцы, 10 524 — армяне.
Согласно первой всеобщей переписи населения Российской империи 1897 г. в Елизаветполе проживало 33 625 чел., из которых 17 426 составляли азербайджанцы, 12 055 — армяне, 2 735 — русские.
В период СССР численность азербайджанцев была в несколько раз больше армянского населения. Во время столкновений в Кировабаде на фоне Карабахской войны в 1988 году всё армянское население вынуждено было покинуть город.
Население Гянджи на 1 января 2020 года составило 335,6 тыс. чел.
На 1 января 2023 года население города составляет 330 248 чел. Из них 160 967 мужчин (48,7 %), 169 281 женщин (51,23 %). Плотность населения — 3 003 чел./м2.
| Год  | Численность |
| ---- | ----------- |
| 1892 | 25 758      |
| 1897 | 33 625      |
| 1909 | 57 731      |
| 1921 | 42 602      |
| 1923 | 38 880      |
| 2020 | 335 600     |

|          | 2015  | 2018 | 2019  | 2020  | 2021  | 2022  |
| -------- | ----- | ---- | ----- | ----- | ----- | ----- |
| тыс. чел | 330,1 | 334  | 329,2 | 329,4 | 329,4 | 330,3 |

## География
Расположен на Гянджа-Газахской низменности у северо-восточного подножия Малого Кавказа, на реке Гянджачай бассейна Куры в 375 км от Баку. В Гяндже с большим уважением относятся к платанам, по-азербайджански их называют чинарами. Вековые величественные деревья являются одной из визитных карточек города, часто они растут посреди дороги, власти города и жители не трогают их, даже если эти деревья мешают дорожному движению.

## Климат
- Среднегодовая температура — +13,4 C°
- Среднегодовая скорость ветра — 2,5 м/с
- Среднегодовая влажность воздуха — 68 %

| Показатель                    | Янв.  | Фев.  | Март | Апр. | Май  | Июнь | Июль | Авг. | Сен. | Окт. | Нояб. | Дек. | Год   |
| ----------------------------- | ----- | ----- | ---- | ---- | ---- | ---- | ---- | ---- | ---- | ---- | ----- | ---- | ----- |
| Абсолютный максимум, °C       | 22,8  | 25,0  | 28,0 | 35,6 | 39,5 | 39,2 | 42,0 | 40,5 | 38,8 | 33,4 | 28,0  | 23,3 | 42,0  |
| Средний суточный максимум, °C | 7,0   | 8,2   | 12,7 | 18,7 | 23,4 | 28,7 | 31,6 | 31,1 | 26,3 | 19,5 | 12,9  | 8,4  | 19,0  |
| Средняя температура, °C       | 3,2   | 3,9   | 7,8  | 13,4 | 18,1 | 23,2 | 26,2 | 25,6 | 21,1 | 15,0 | 8,9   | 4,7  | 14,3  |
| Средний суточный минимум, °C  | 0,5   | 1,0   | 4,3  | 9,4  | 13,8 | 18,6 | 21,4 | 21,0 | 16,8 | 11,6 | 6,2   | 2,1  | 10,6  |
| Абсолютный минимум, °C        | −17,8 | −15,2 | −12  | −4,4 | 1,5  | 5,8  | 10,1 | 10,5 | 2,8  | −1,3 | −7,9  | −13  | −17,8 |
| Норма осадков, мм             | 8     | 12    | 24   | 31   | 40   | 32   | 17   | 15   | 15   | 24   | 16    | 7    | 241   |
| Источник: Погода и климат     |       |       |      |      |      |      |      |      |      |      |       |      |       |

## Экономика
Гянджа остается одним из крупнейших промышленных центров страны и региона. Тяжелая промышленность, оставшаяся с советских времен включает в себя алюминиевую, фарфоровую, приборостроительную, мебельную, текстильную и другие фабрики, часть из которых в настоящее время не действуют.
Благодаря инвестициям небольших компаний в городе появляются новые заводы и развивается промышленность. В городе на данный момент действуют следующие заводы: ООО «Азералюминий», Гянджинский автомобильный завод, Гянджинский приборостроительный завод, Гянджинский авиаремонтный завод, завод ООО «Азербазальт», винный завод «Gəncə şərab−2», Гянджинский мукомольный завод, завод по производству лампочек «Zeferoglu elektrik» MMC, Гянджинская кондитерская фабрика.
28 декабря 2023 года введён в эксплуатацию завод по производству промышленных взрывчатых веществ гражданского назначения «AzerBlast».
Гянджинский приборостроительный завод создан в 2006 году. Производственная мощность завода составляет 250 000 водяных и 240 000 газовых счетчиков в год. ПО «Азеригаз» подписало с заводом меморандум о сотрудничестве, согласно которому с 2024 года завод будет производить механические газовые счётчики. В первый год производство составит 200 000 счётчиков в год, в последующие — 400 000 счётчиков в год.
На 2022 год в городе действует 112 промышленных предприятий.
В Гяндже находится региональное отделение Центрального банка Азербайджана.
Основная часть занятого населения работает в перерабатывающей промышленности, сфере образования, транспорта, услуг и торговли. Среднемесячная заработная плата на январь 2021 года составила 538,3 манат.

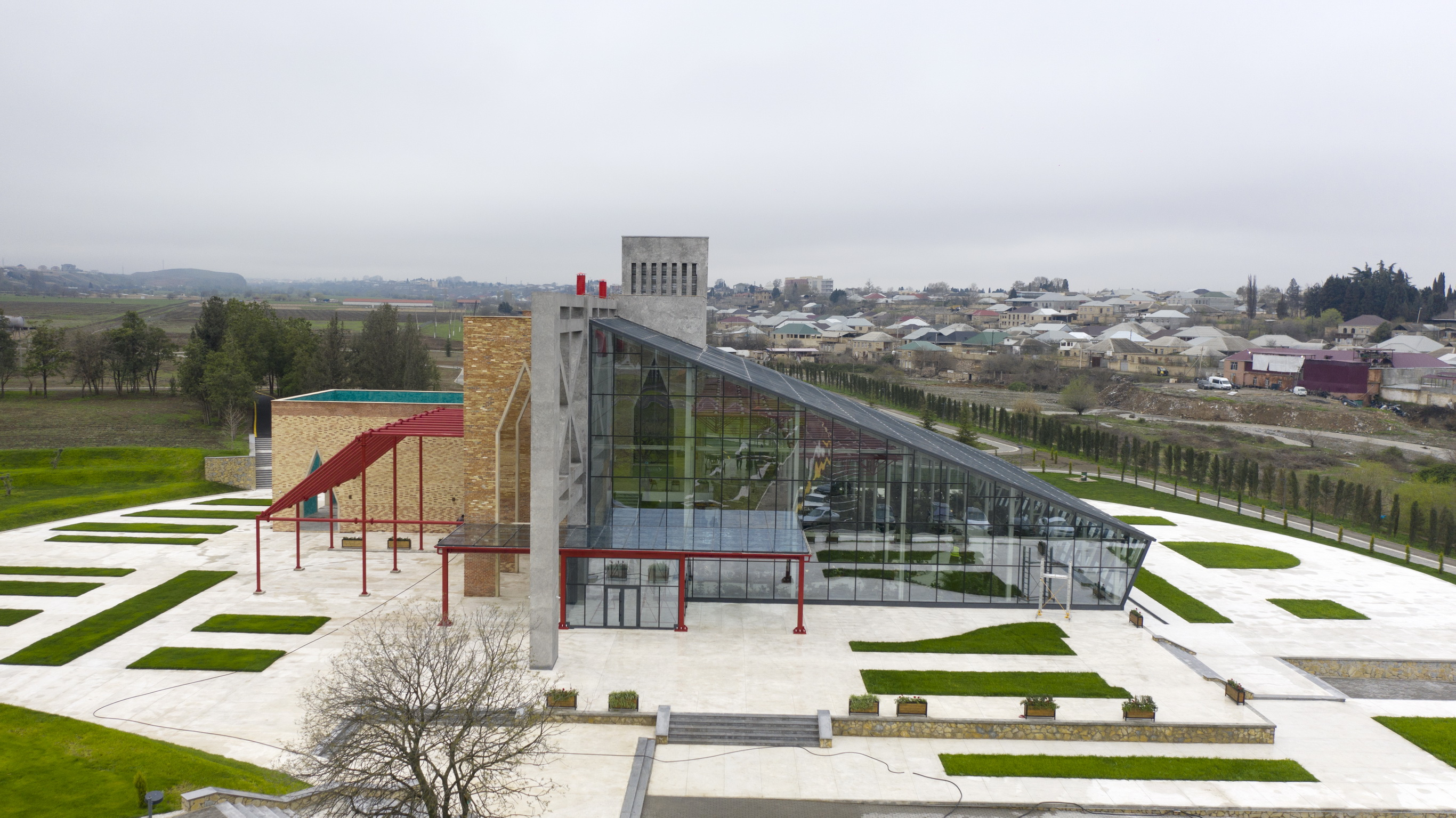
Экологический парковый комплекс Гянджа 9 апреля 2024

## Инфраструктура
Гянджа в 2020 году присоединилась к программе «Зелёные города» с целью построения экологически чистой инфраструктуры города. В этом активно планирует участвовать ЕБРР, который разработал стратегию развития финансового рынка для Азербайджана на 2019—2024 года, в том числе в Гяндже, а также стратегию развития сельского хозяйства.
Гянджа как город окруженный аграрными районами, является центром производство сельскохозяйственной техники и пищевой промышленности. Планируется размещать на мировых фондовых рынках зеленные облигации и низкоуглеродные инвестиции для развития города. 

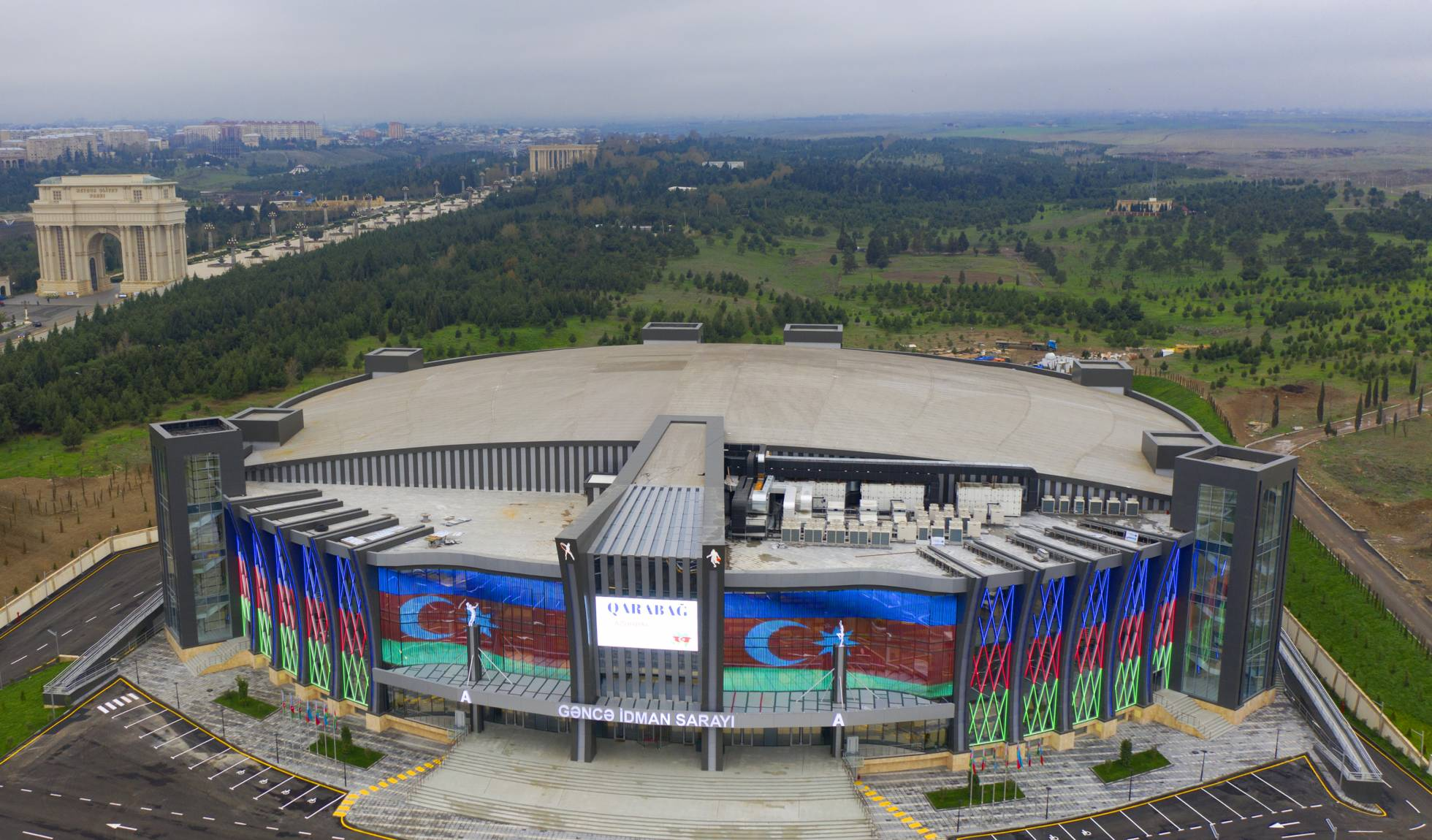
Гянджинский дворец спорта 9 апреля 2024

Гянджа — первый и единственный город в Азербайджане, который присоединился к программе EBRD Green Cities. Приняты проекты, которые устранят недостатки в сфере сбора твердых бытовых отходов и освещения улиц города.
В декабре 2021 года на правом берегу реки Гянджачай начато строительство экологического паркового комплекса площадью 11 гектар. Комплекс включает оранжерею.
9 апреля 2024 года открыт Гянджинский дворец спорта площадью 40 000 м2 на 2200 зрителей. Во дворце действует плавательный бассейн длиной 50 м.
В городе расположено 7 музеев и 22 парка.

### Транспорт
С 1933 года по 1976 год в городе функционировала трамвайная система.
С 1955 года по 2004 год работал троллейбус.
В 2019 году было заключено соглашение о поставке в Гянджу 4 белорусских электробусов АКСМ-Е321 с последующей организацией их сборки на Гянджинском автозаводе. 24 апреля 2024 года, стало известно что завод будет поставлять электробусы в город Шуша в Карабахском регионе страны, где планируются мероприятия по случаю объявления города столицей исламского мира.
В Гяндже функционирует гражданский аэропорт, получивший в 2007 году статус международного. Из Гянджи осуществляются рейсы в Киев, Москву, Нахичевань, Санкт-Петербург, Красноярск и Стамбул.
В городе есть железнодорожная станция, соединяющая Баку и Тбилиси, так же действует электричка по рейсу Акстафа — Гянджа — Баку, подвижной состав используется швейцарские поезда белорусской сборки ЭШ2 (Электропоезд Штадлер, 2-й тип).

## Образование
Гянджа является одним из центров науки и образования в Азербайджане. В городе действуют 3 государственных высших учебных заведения: Азербайджанский государственный аграрный университет, Гянджинский государственный университет, Азербайджанский технологический университет.
В городе присутствует более 10 заведений средне-специального образования: ПТУ, техникумы, училища и колледжи (Музыкальный колледж, Медицинский колледж и Гянджинский региональный колледж).
25 апреля 2024 года в Гяндже был открыт Гянджинский государственный аграрный колледж.
С 2005 по 2014 год в городе действовал Гянджинский частный турецкий лицей, который вскоре закрылся, и вместо него открылся лицей «Истек». Указом президента Азербайджанской Республики в декабре 2023 года в Гяндже, Баку и в Нахичеванской Автономной Республике в течение трёх месяцев Кабинет Министров должен сформировать военные колледжи специального назначения для подготовки бойцов.
Азербайджанская дипломатическая академия заявила, что планирует открыть филиал в Гяндже, под здание главного корпуса был выбран Караван-сарай шах Аббаса, уже начались работы по подготовки здания для учебного процесс.
В городе действует 49 общеобразовательных школ.
| Год      | 2015   | 2018   | 2019   | 2020   | 2021   | 2022   |
| -------- | ------ | ------ | ------ | ------ | ------ | ------ |
| тыс. чел | 39 017 | 44 230 | 47 209 | 48 037 | 49 363 | 49 667 |

Действует 25 библиотек на 417,1 тыс. книг.

## Наука
Действует гянджинский филиал Академии наук Азербайджана. 13 сентября 2024 года в филиале открыт Центр узбекского языка и культуры. В городе действует Научно-исследовательский институт Защиты растений и технических растений. НИИ предоставляет лабораторные и консультативные услуги фермерским хозяйствам в вопросах защиты и выращивания растений, совершенствует технологии выращивания разных культур, создания новых гибридов и сортов, что очень важно для районов вокруг Гянджи, в которых развито сельское хозяйство. Корме того в городе есть еще два НИИ, и два НИИ в окрестностях города, все они связаны с аграрным сектором.

## Здравоохранение
На 2022 год в городе действует 13 больниц на 2 213 коек, 28 поликлиник. Число врачей составляет 1 086 чел., число среднего медицинского персонала — 2 247 чел.

## Спорт
Действует Гянджинская футбольная академия, новый корпус которой открыт на территории старой спортшколы. А так же у города есть свой профессиональный футбольный клуб "Кяпаз" , баскетбольный и волейбольный клубы "Гянджа".

## Достопримечательности

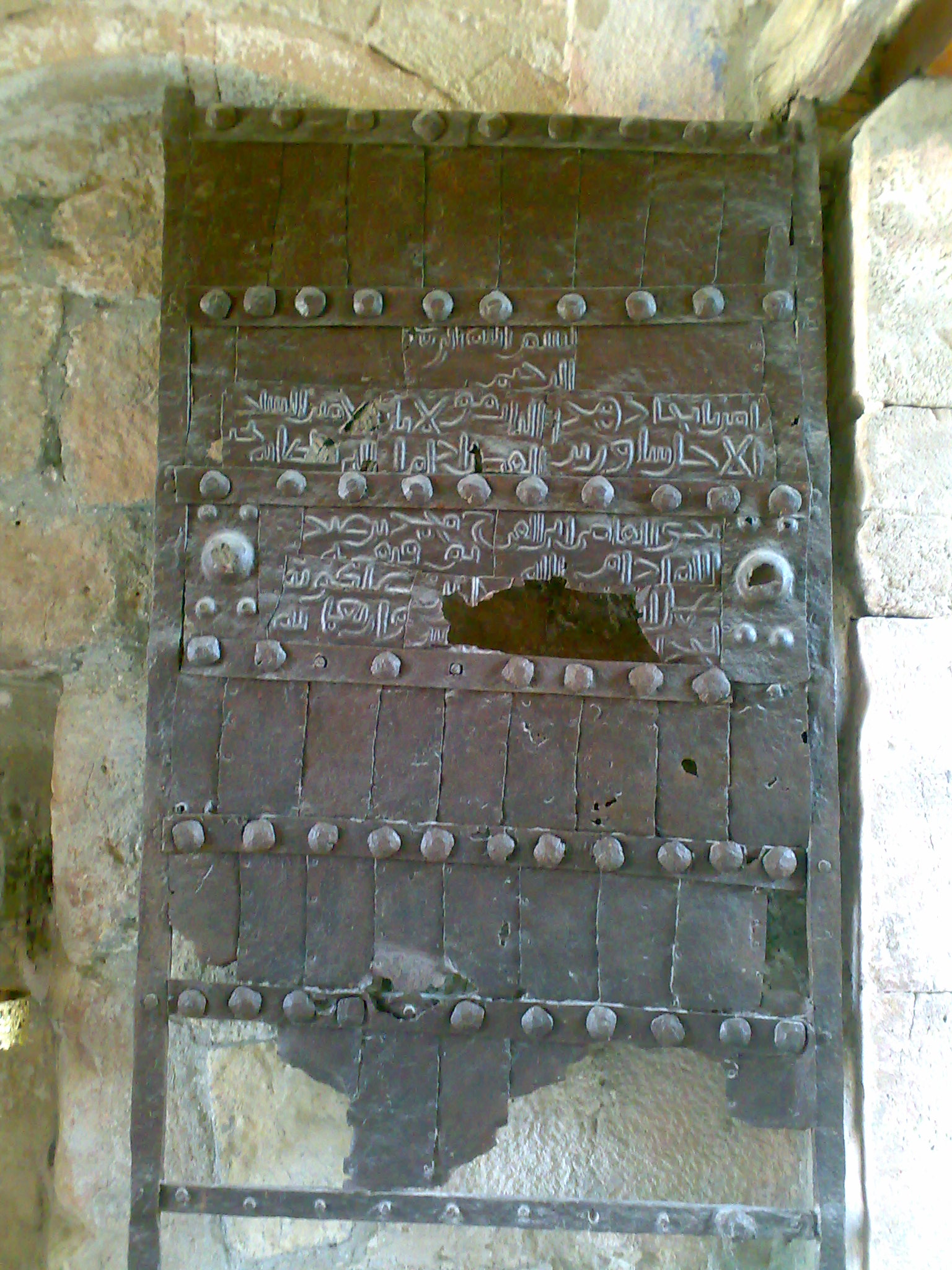
После разрушительного землетрясения XII в. ворота старой Гянджи были вывезены в Гелатский монастырь, где и хранятся по сей день

Гянджа, город с богатой архитектурой имеет много исторических, архитектурных и природных памятников. Среди достопримечательностей можно привести: Мавзолей Низами Гянджеви, мечеть Шах Аббаса, Мавзолей «Имам-заде», Гробница Джавад-хана, Бутылочный дом, Ворота Гянджи, мавзолей Джомард Гассаба, Церковь Святого Саркиса в Гяндже, руины Старой Гянджи, кладбище Сабзикар (с перс. «Травяное поле»‎), где есть фамильное захоронение первого премьер-министра АДР Фатали-хан Хойского, памятник членам движения «Дифаи», мавзолей мэра Гянджи гаджи Вагифа Валиева. 
Главный корпус АГАУ являлся первым зданием парламента АДР в 1918 году. 
В городе расположен Ханский сад с историческими чинарами-долгожителями. Сад имеет историческую особенность, являлся садом последнего хана Гянджи Джавад-хана. 
В городе действуют парк имени Гейдара Алиева (самый крупный парк на Кавказе с территорией 450 га), национальный парк Гёйгёль, Парк Победы.

## Культура
С 2019 года в поселке Аджикенд города Гянджа проводится Национальный фестиваль «Yaylaq».
С 1887 года действует Александро-Невская церковь Русской православной церкви. В 1931 году правительством церковь была закрыта. С 1935 по 1948 год в здании церкви располагался музей. С 1946 год возобновила деятельность как церковь. В церкви 7 колоколов, самый старый из которых датируется 1238 годом.
15 июля 2025 года в доме-музее Мир Джалала Пашаева проведены Дни поэзии Вагифа.

## Главы
- Фирудин Гасанов[азерб.] (1991—1992)
- Абдинов, Сабухи Салех оглы (1992 — 4 июля 1992)
- Муршуд Мамедли[азерб.] (16 января 1992 — 21 февраля 1993)
- Эльхан Гадимов[азерб.] (21 февраля 1993 — 16 июня 1993)
- Вагиф Велиев[азерб.] (16 июня 1993 — 24 июня 1993)
- Ибрагимов, Элсевер Алекпер оглы (3 ноября 1993 — 22 ноября 1994)
- Дашдамиров, Расим Байрам оглы (22 ноября 1994 — 27 июля 2000)
- Эйваз Бабаев[азерб.] (27 июля 2000 — 8 апреля 2003)
- Эльдар Азизов (8 апреля 2003 — 18 февраля 2011)
- Эльмар Велиев (18 января 2011 — 28 августа 2018)
- Ниязи Байрамов (с 28 августа 2018)

## Международные отношения

### Города-побратимы
- Оломоуц (Чехия)[74]
- Дербент (Российская Федерация)
- Карс (Турция)[75]
- Измир (Турция)[76]
- Анкара (Турция)
- Бурса (Турция)[77]
- Элязыг (Турция)[77]
- Москва (Российская Федерация)
- Ньюарк, Нью-Джерси (США)
- Рустави (Грузия)
- Кутаиси (Грузия)
- Днепр (Украина)
- Душанбе (Таджикистан)
- Вунгтау (Вьетнам)
- Самарканд (Узбекистан)
- Гомель (Беларусь)[78]

### Консульства
В 2010 году в городе открылось генеральное консульство Турецкой Республики.
В 2013 году в городе открылось генеральное консульство Грузии.
В 2023 году при встречи спикера Совета Федерации РФ Валентины Матвиенко и спикера Милли Меджлиса Сахибы Гафаровой, В. Матвиенко предложила открыть в Гяндже генеральное консульство России. В том же году, Россотрудничество открыло в Гяндже, на базе Русской общины города Гянджа и Западных регионов Азербайджана ресурсный центр по изучению русского языка. В 2024 году на Петербуржском Международном Экономическом форуме замглавы МИД РФ Михаил Галузин заявил, что Россия надеется на увенчание успехом открытии генконсульств России в Азербайджане. В Каких городах именно планируют открытие консульств, замминистра не сообщил, предположительно в городах: Гянджа, Ханкенди и Нахичевань.
19 апреля 2024 года в Гянджа открылось Почётное консульство Республики Узбекистан.

## Фотогалерея

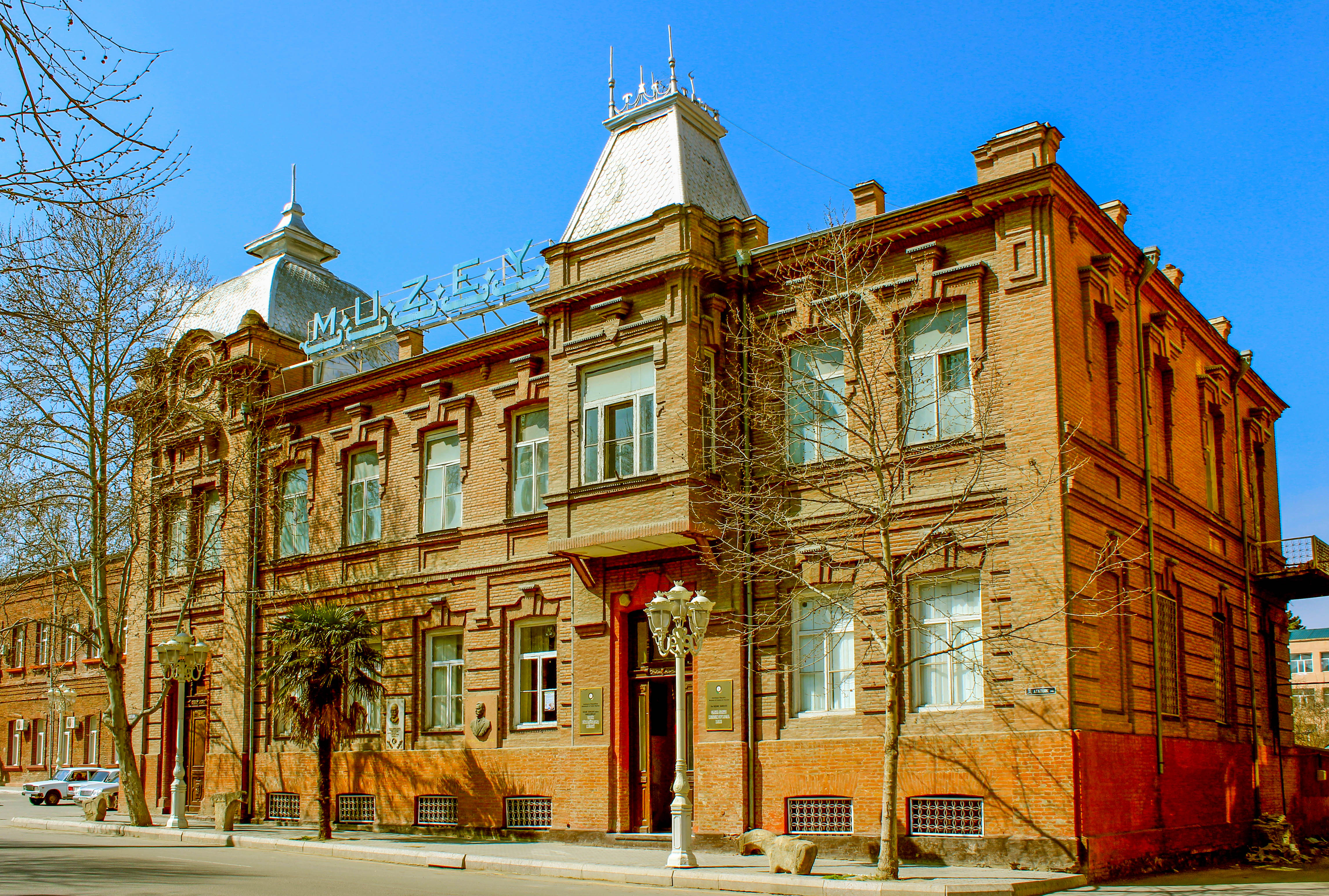
Историко-краеведческий музей
Гянджинский филиал НАН Азербайджана
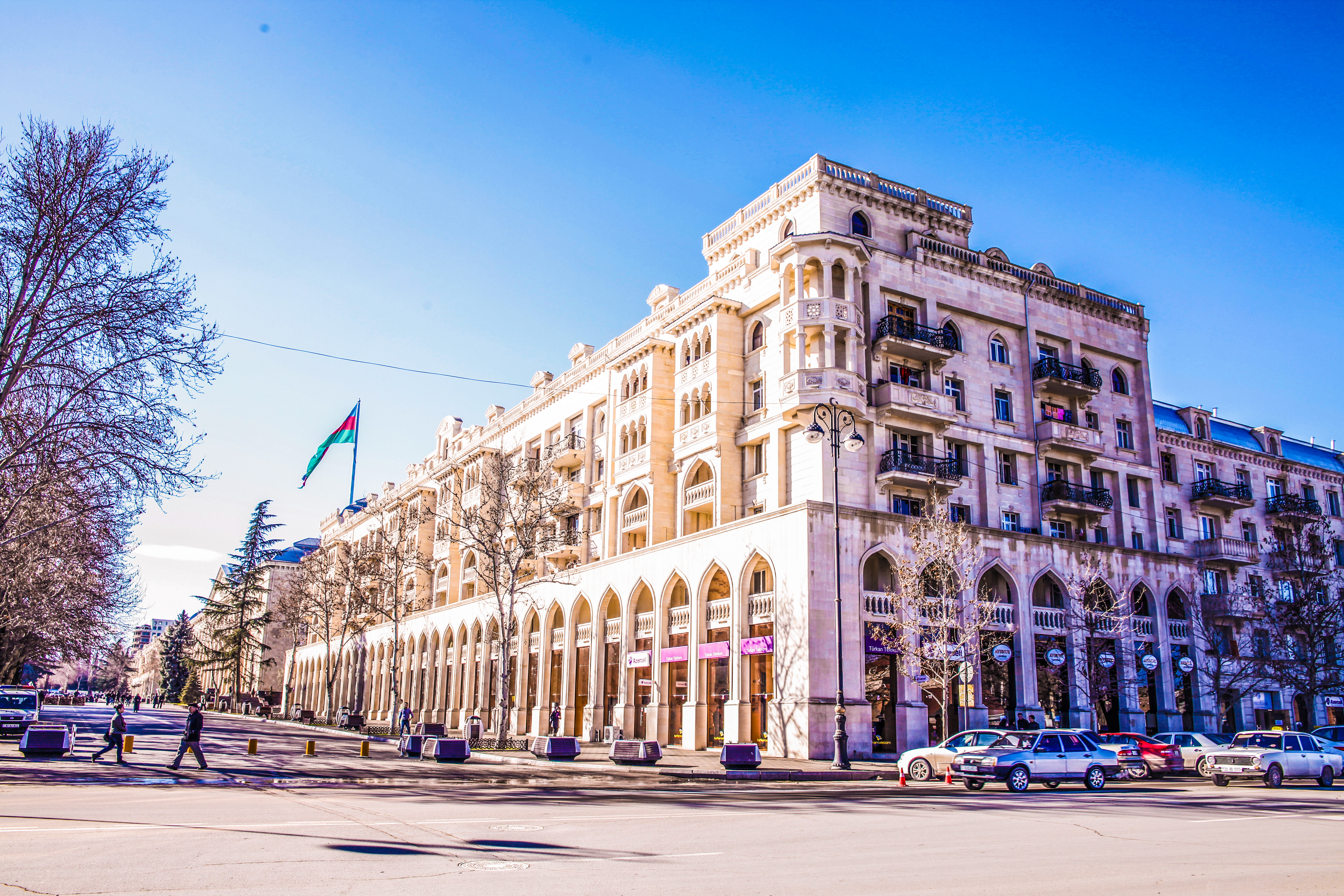
Центр города
Бутылочный дом в Гяндже
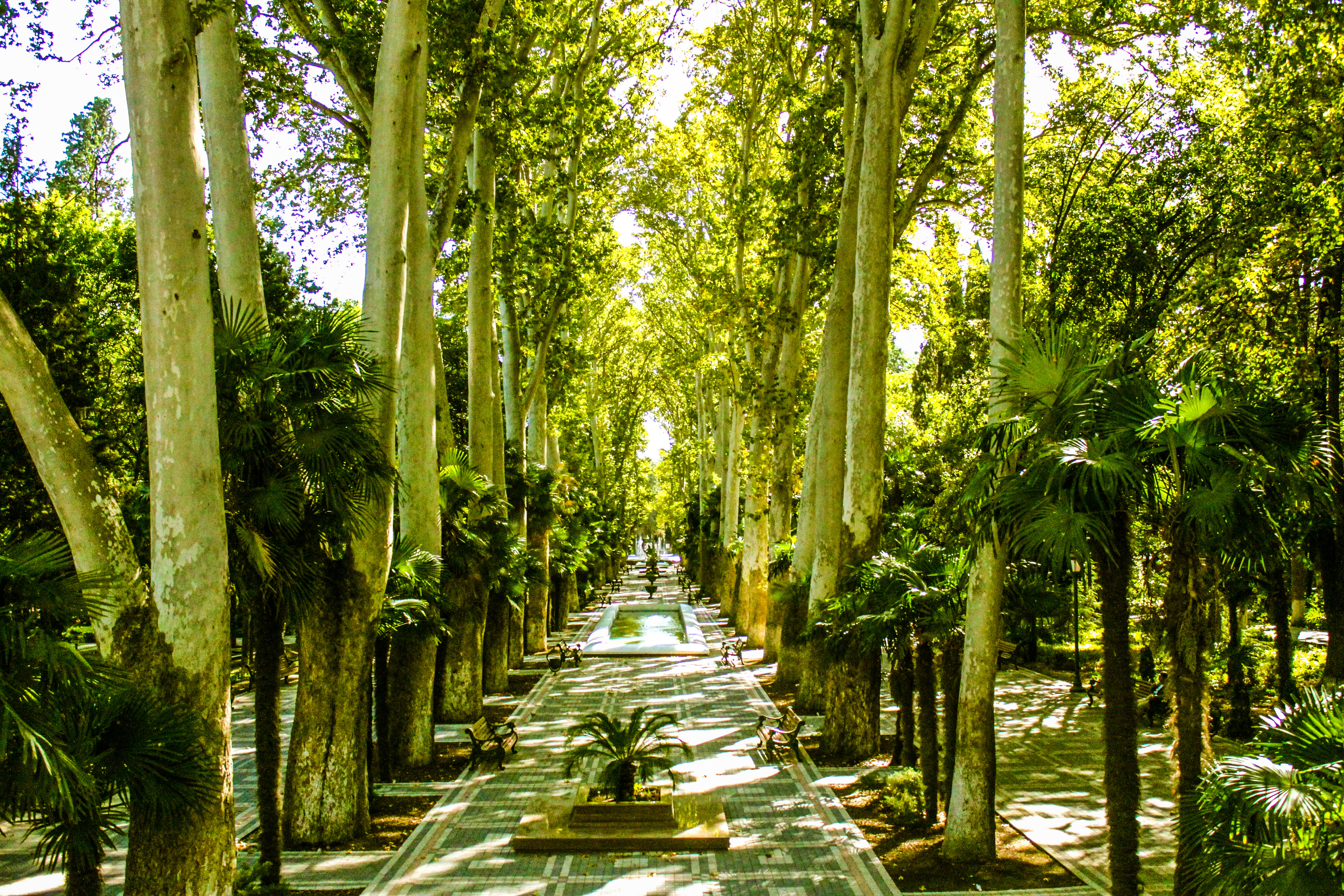
Парк «Ханский сад»
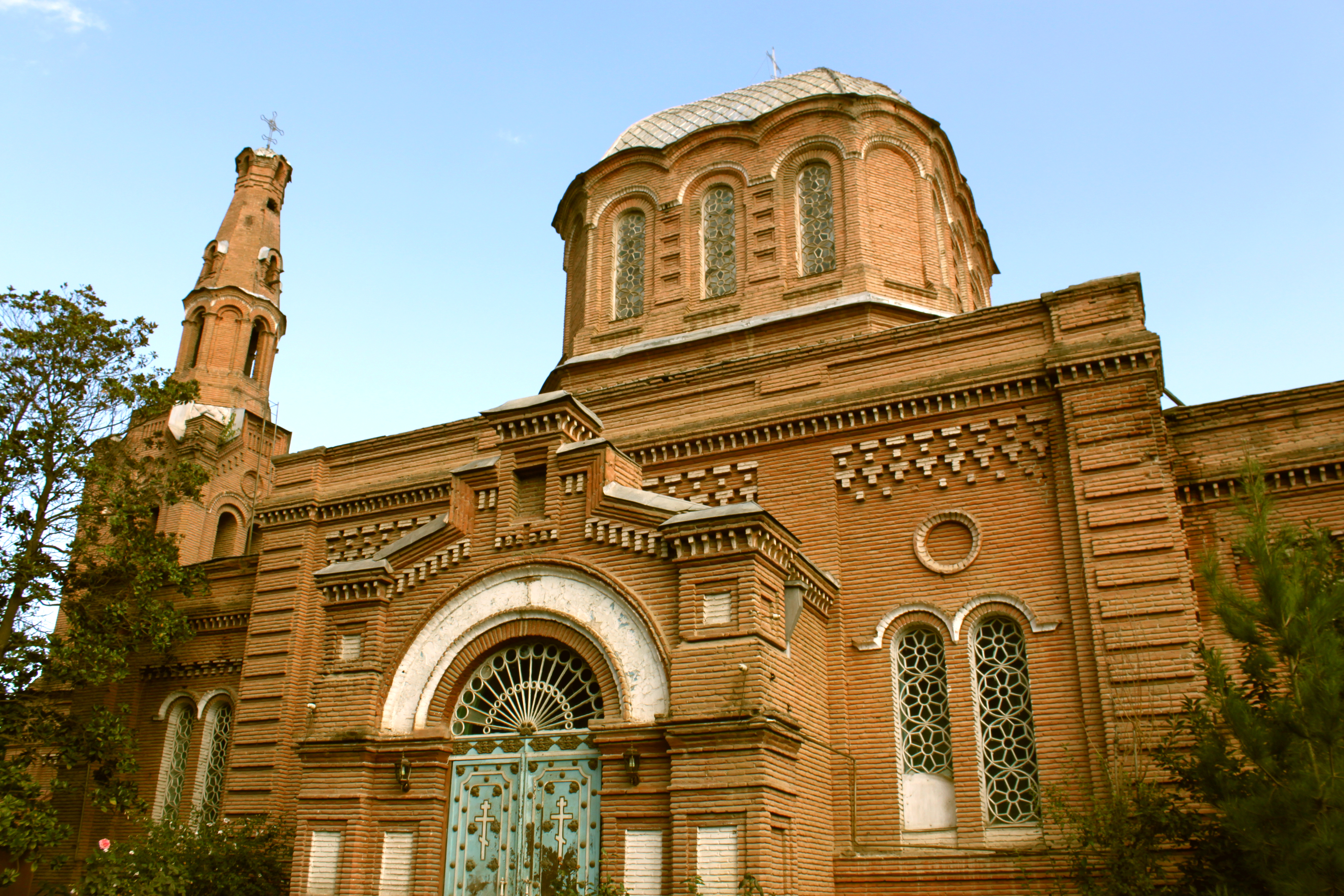
Александро-Невская церковь
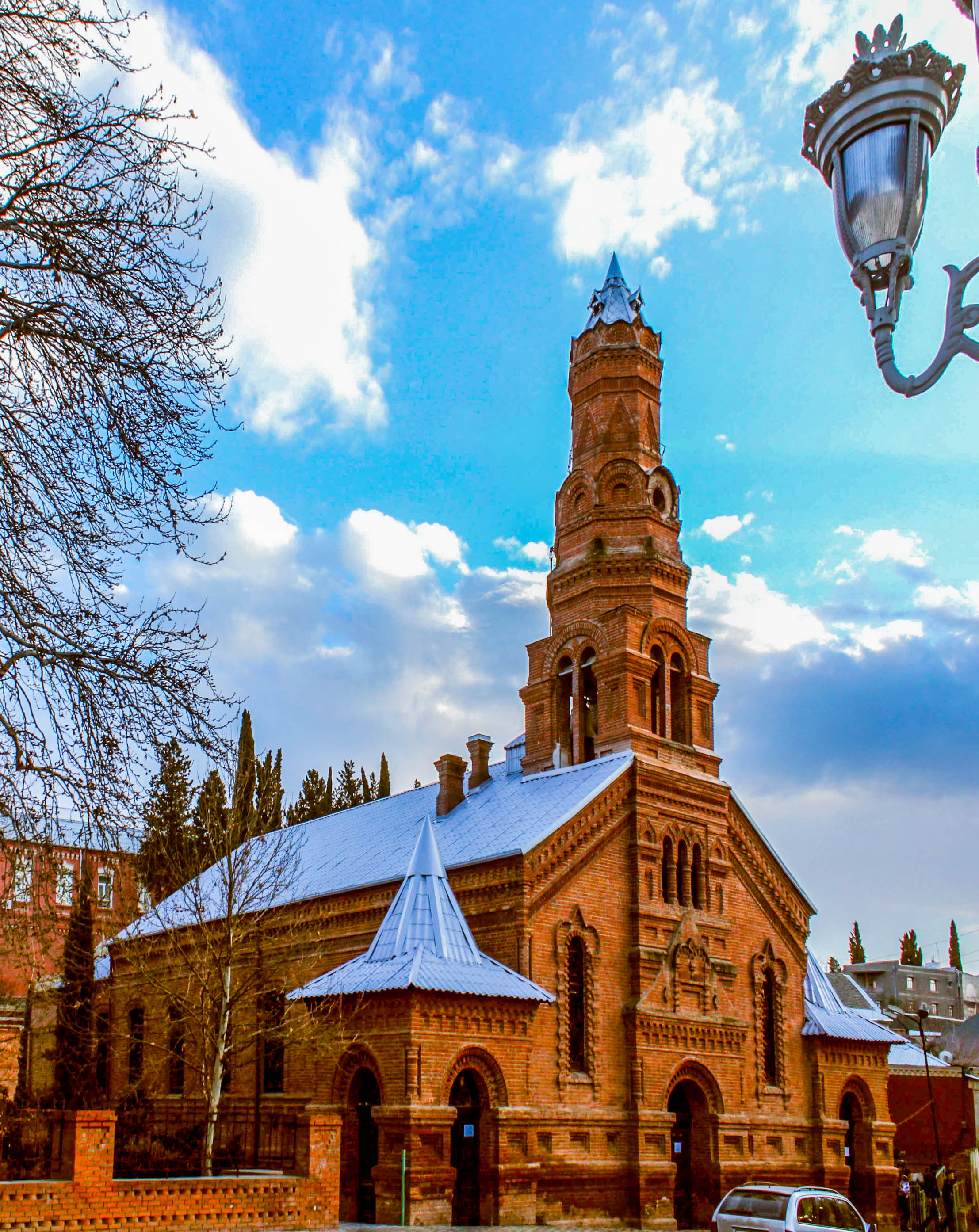
Лютеранская церковь (сегодня — здание кукольного театра)
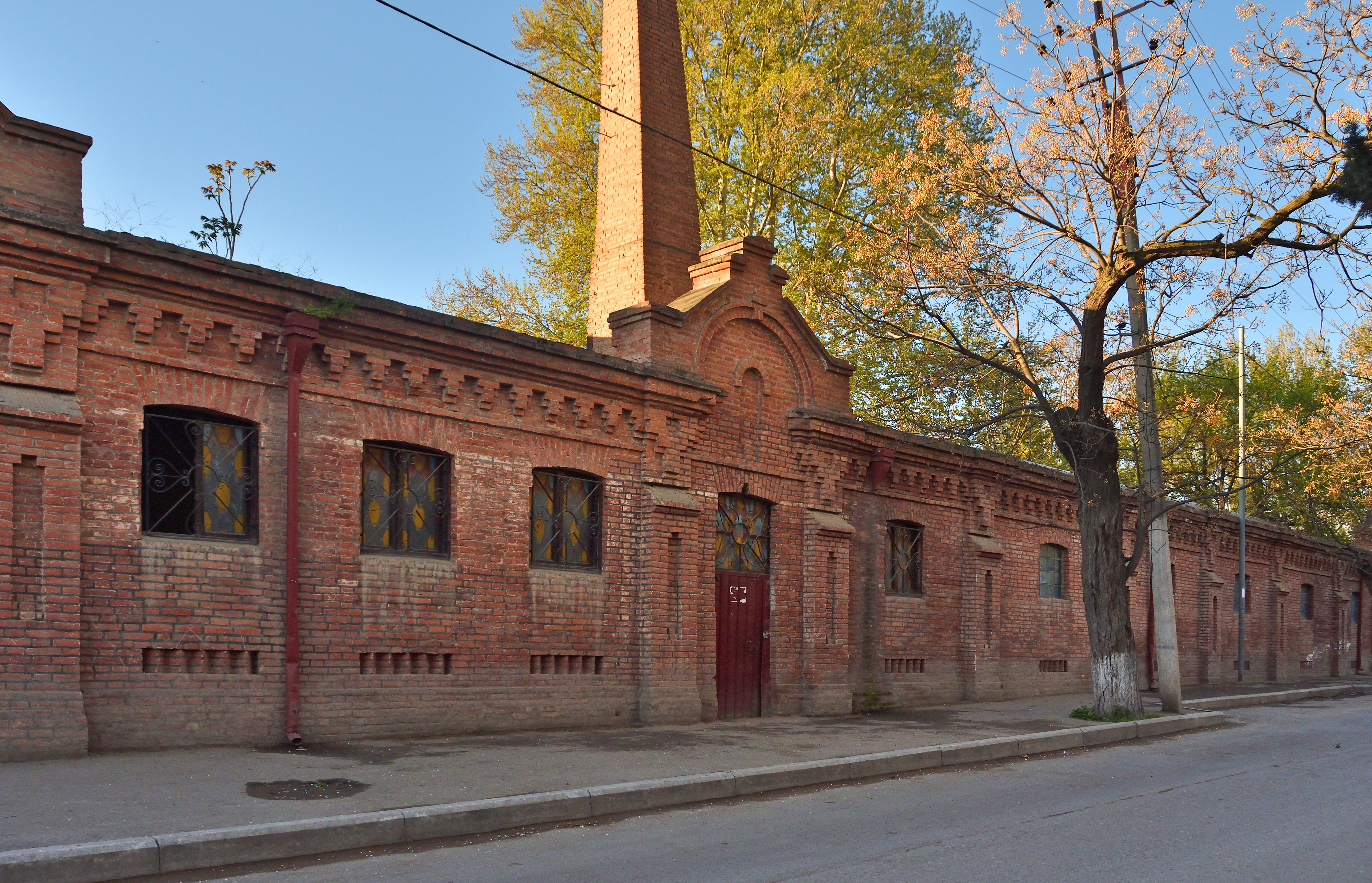
Баня европейского стиля[азерб.] XIX века
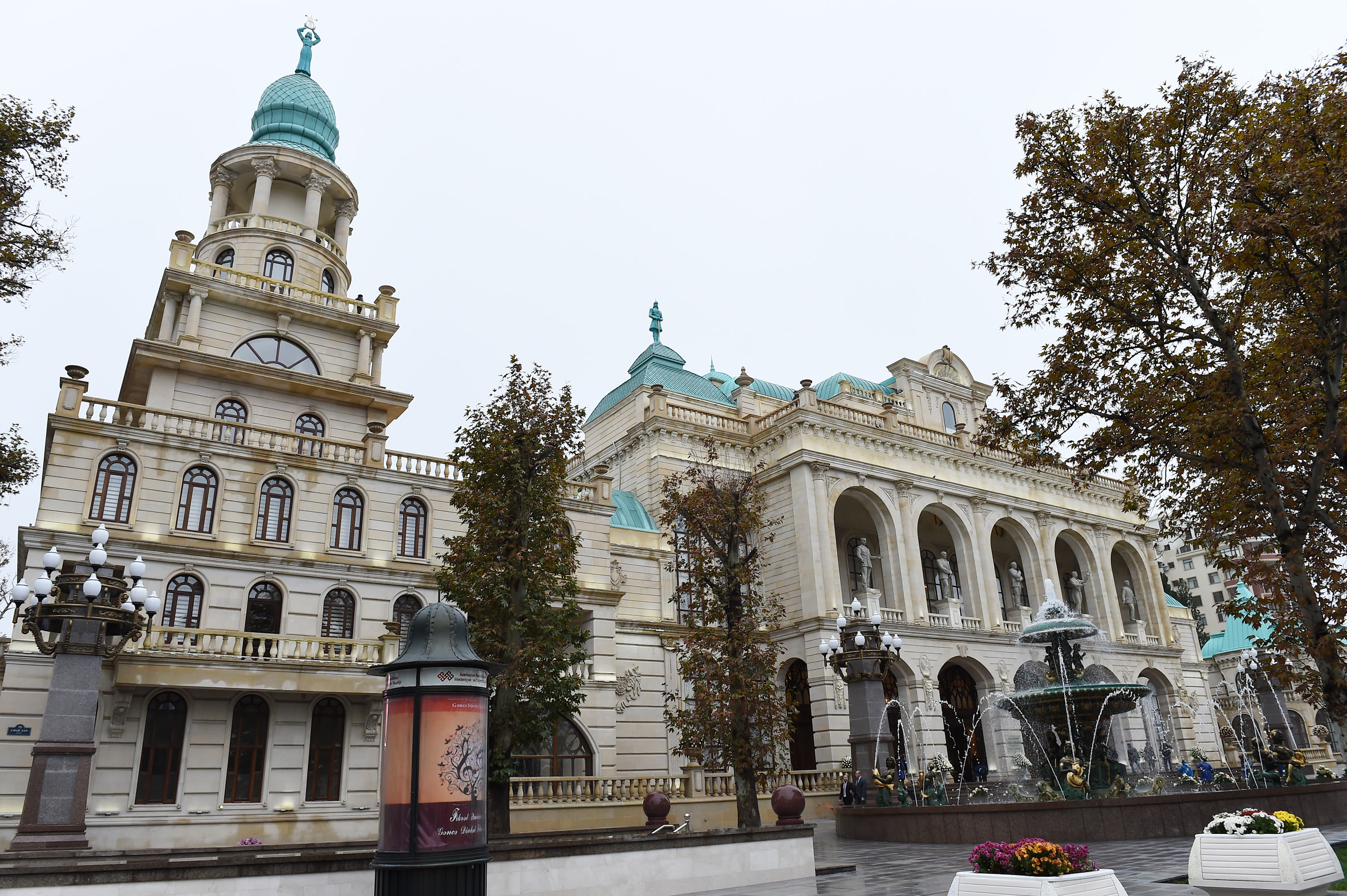
Гянджинская государственная филармония
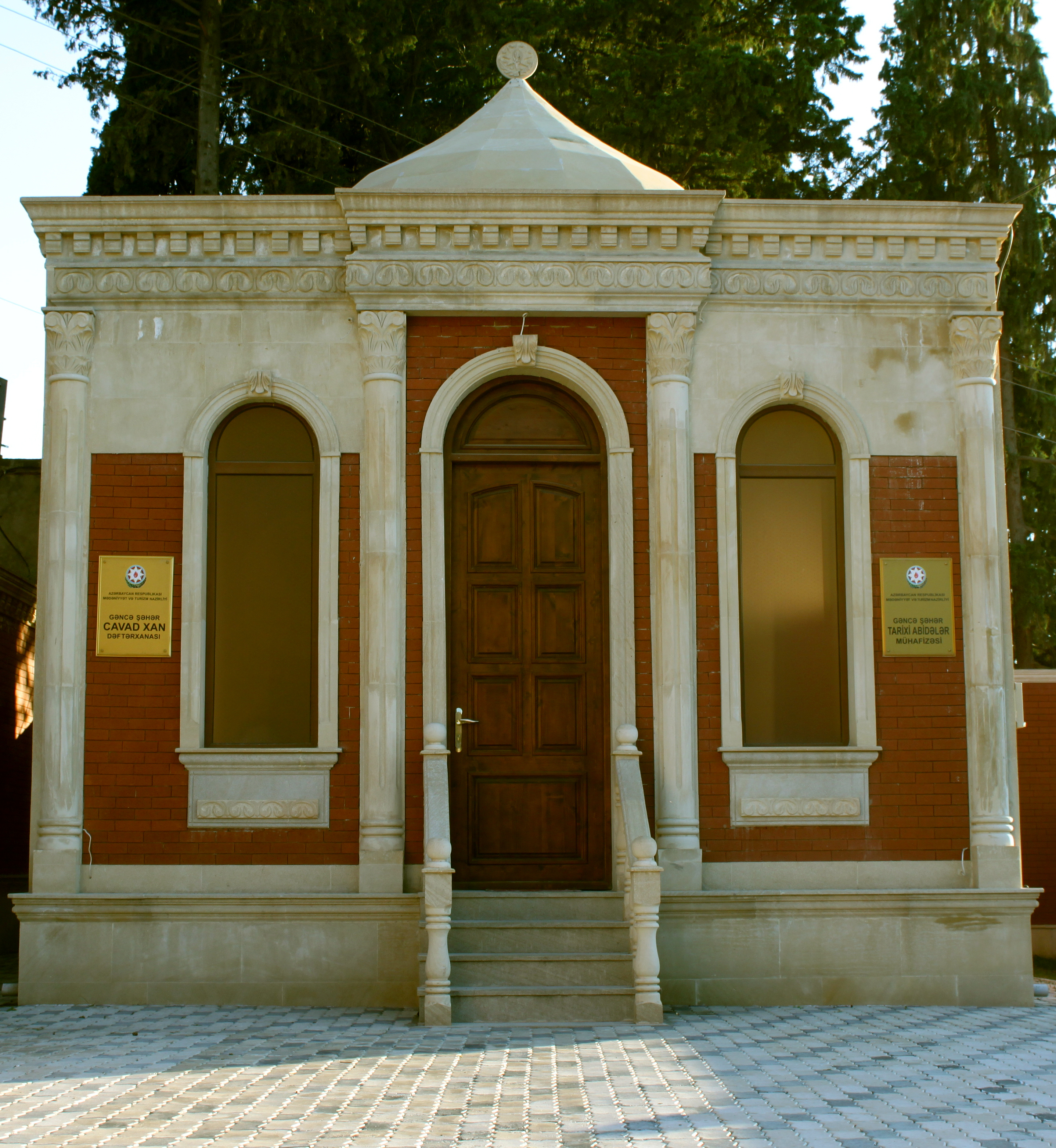
Канцелярия Джавад-хана
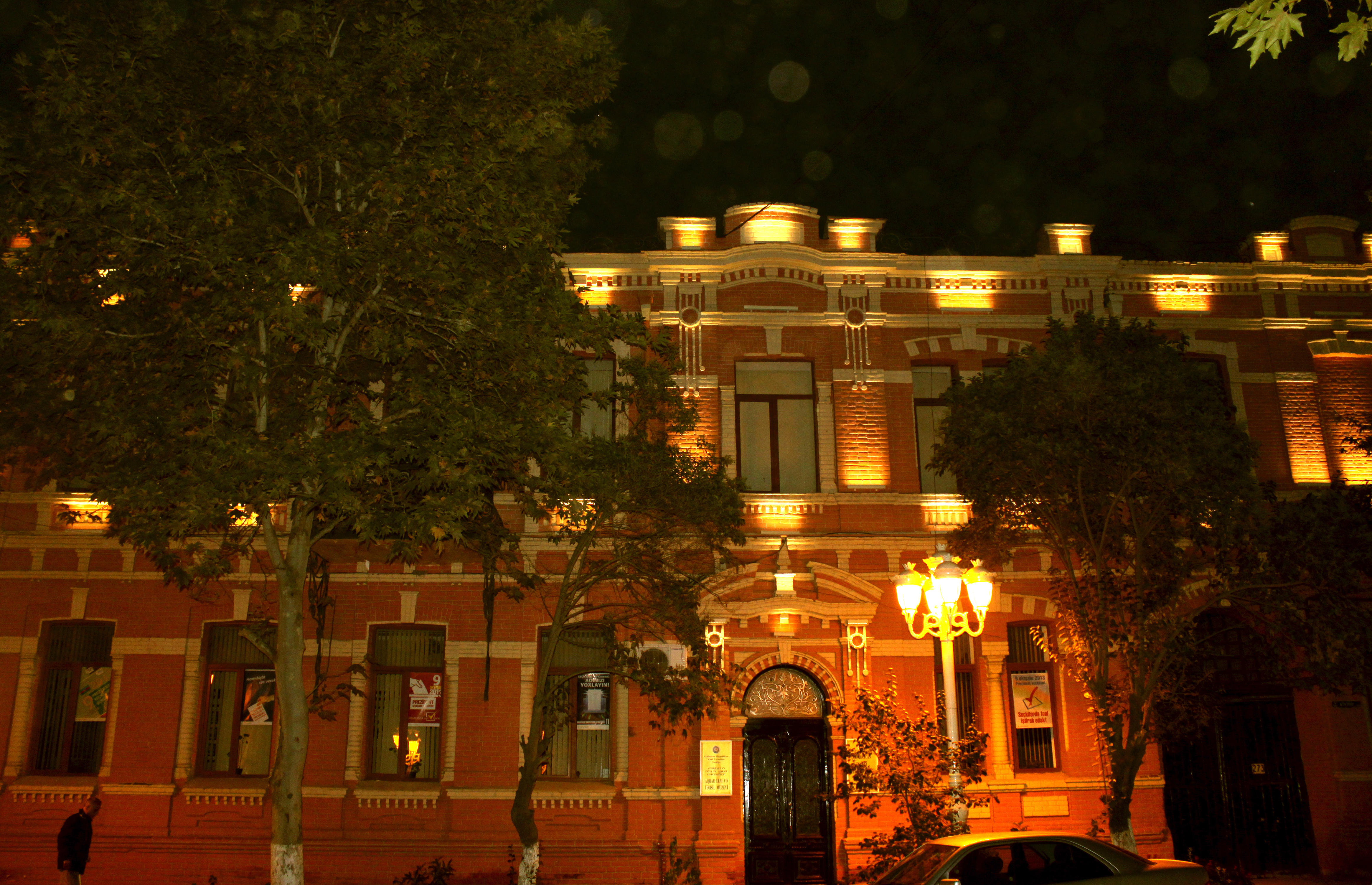
Дом-музей Исрафила Мамедова
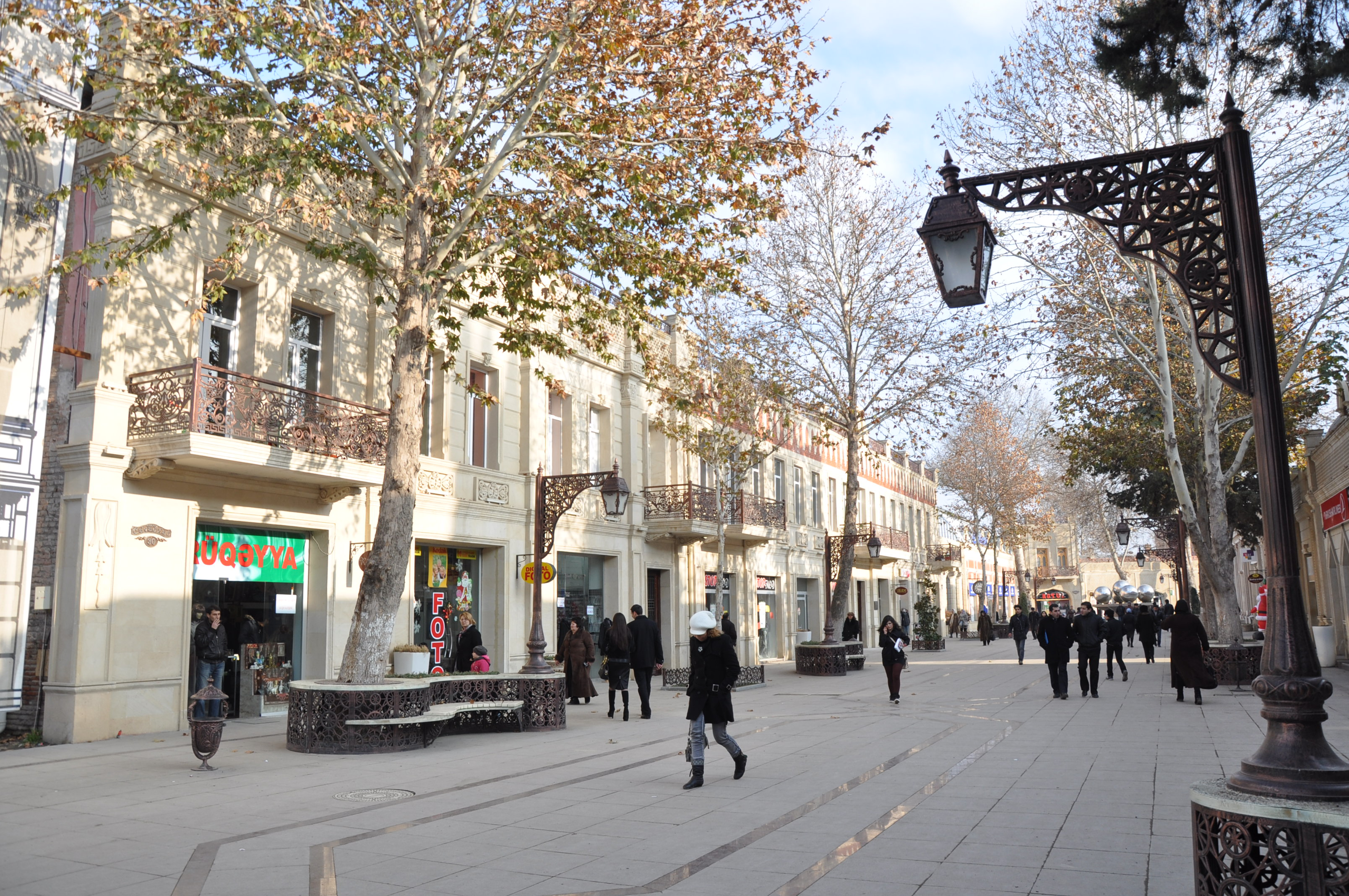
Улица Джавад-хана
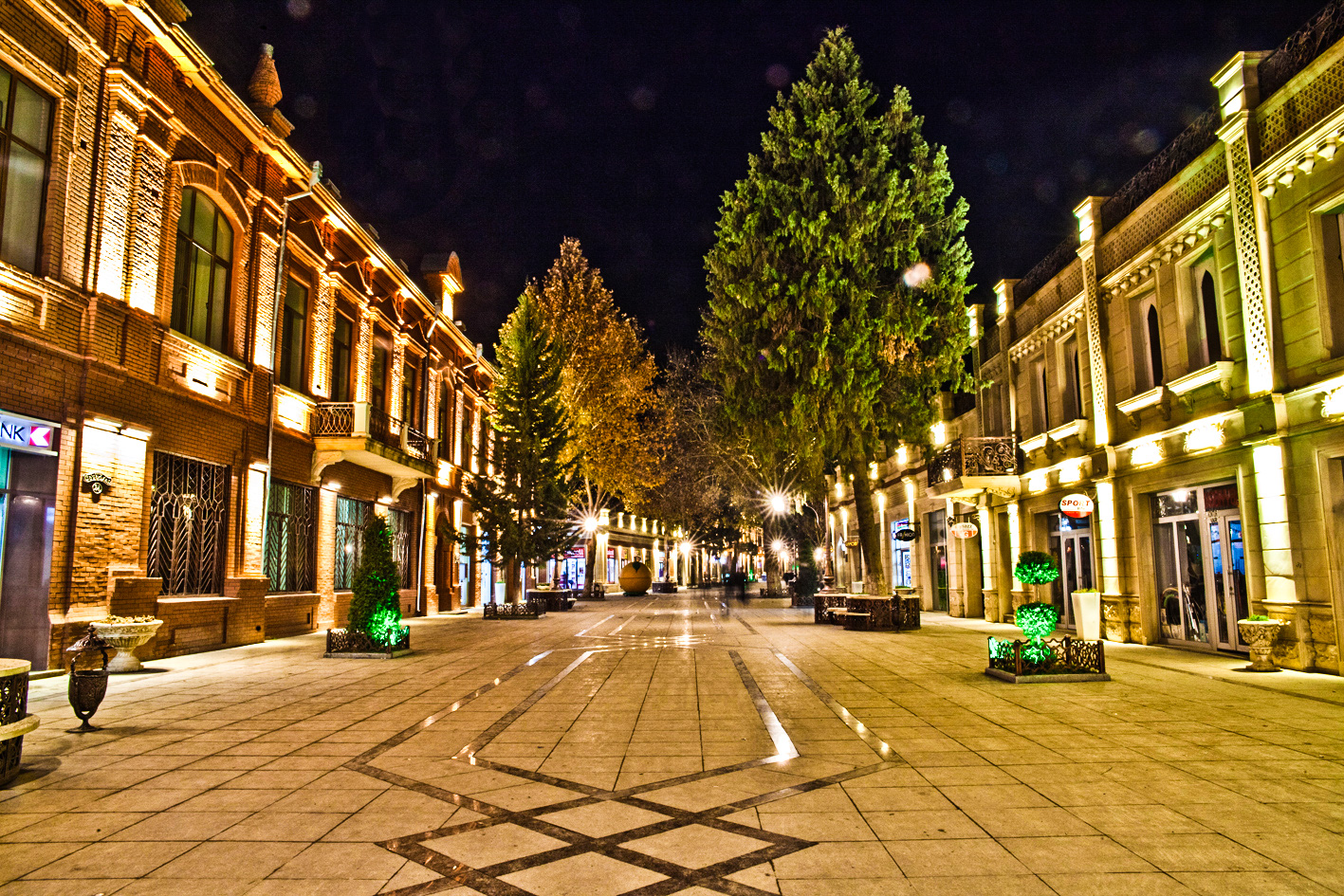
Улица Джавад-хана вечером
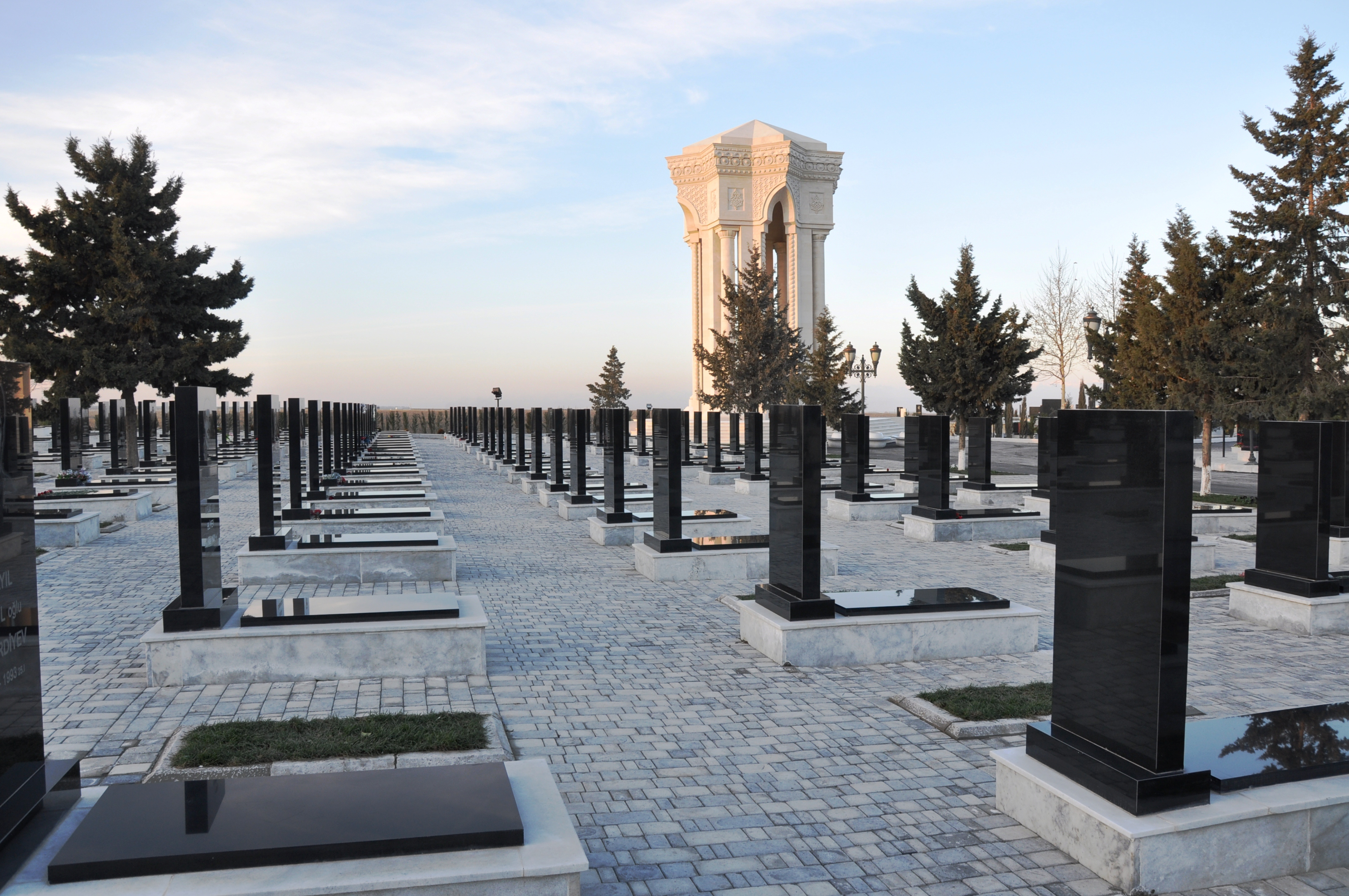
Аллея Шахидов
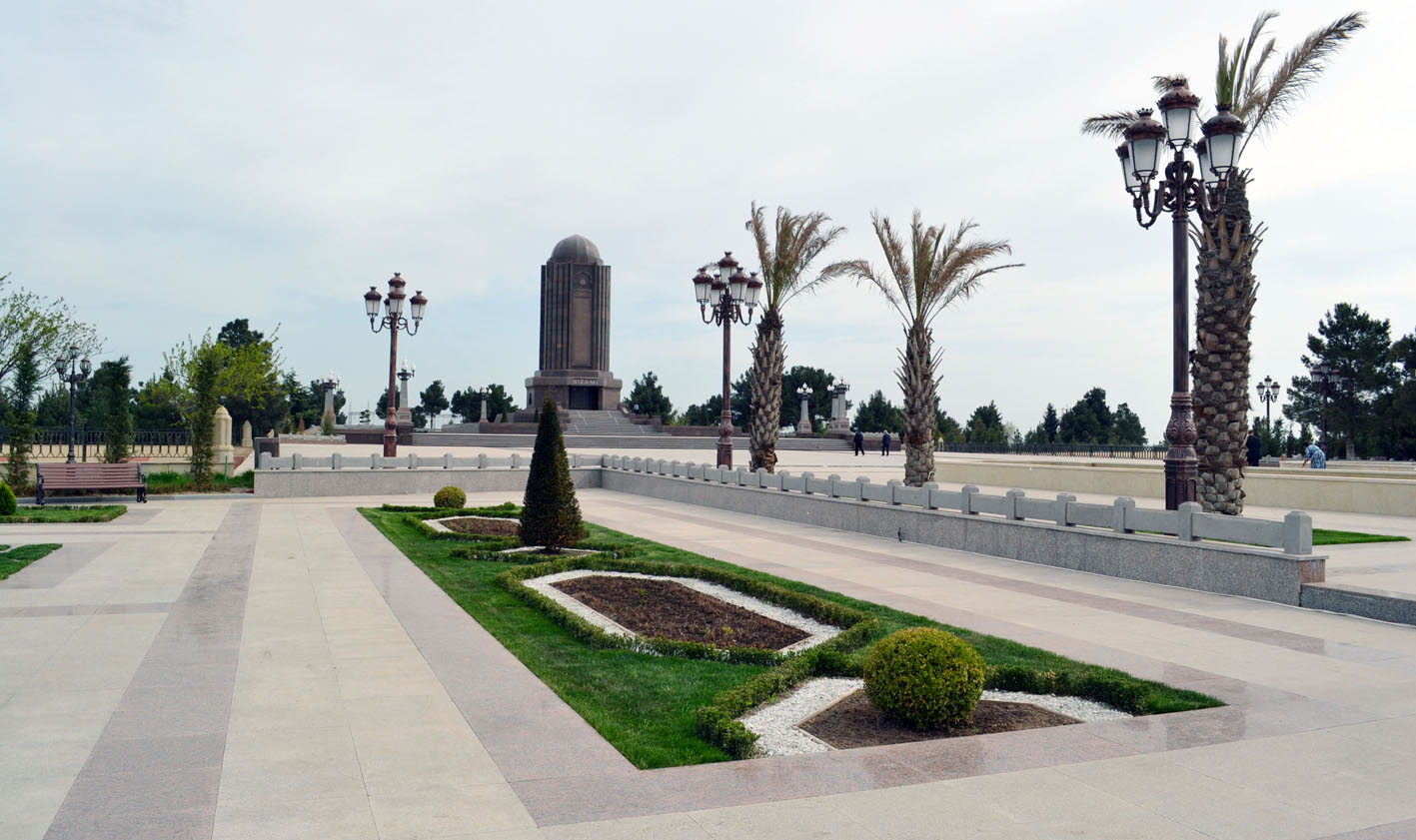
Парк Низами Гянджеви
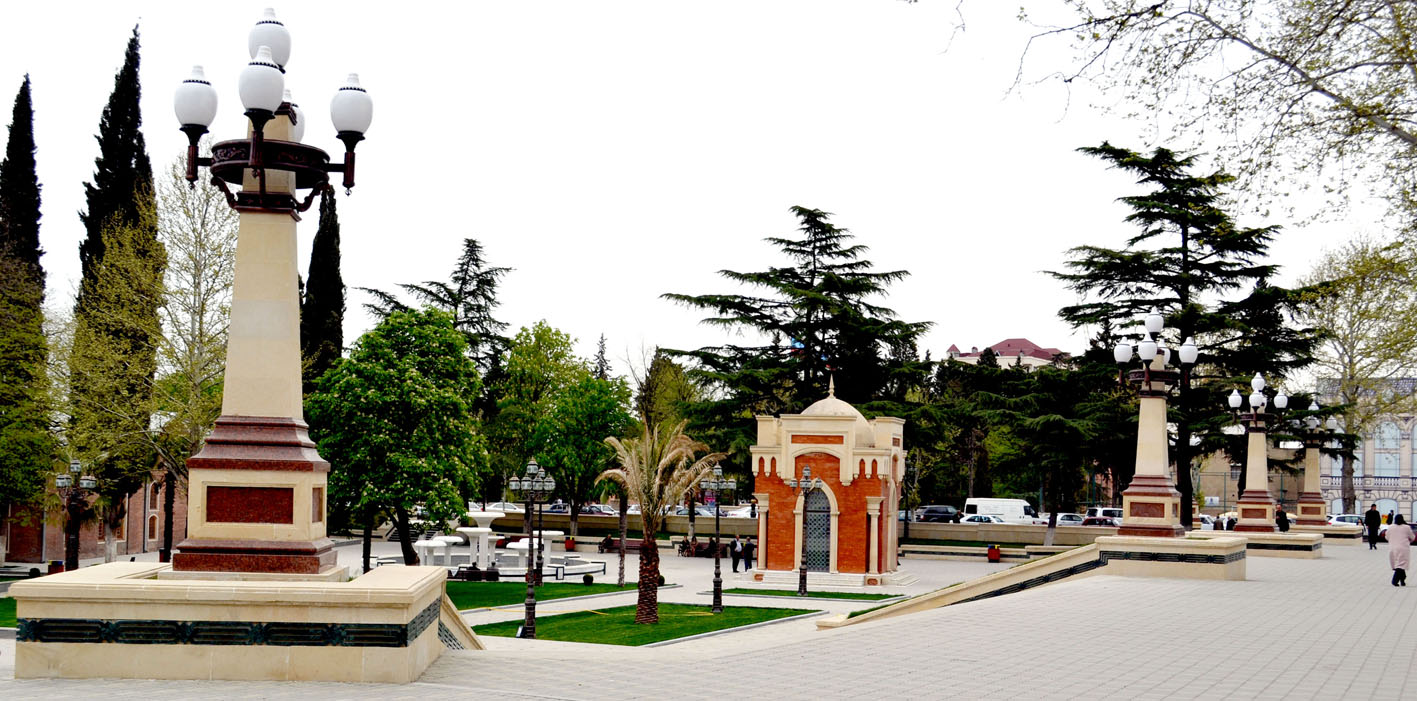
Площадь Шаха Аббаса